# دانیل لندن
دانیل لندن (به انگلیسی: Daniel London) (زاده ۱۹۷۳)، بازیگر آمریکایی است.
از فیلم‌های معروف او می‌توان به بازی در فیلم پچ آدامز، چهار سگ در حال بازی پوکر، عزیز دل یک سرباز، اجاره و ضربه مغزی اشاره کرد.